# 増田修一朗
増田 修一朗（ますだ しゅういちろう、1980年12月4日 - ）は、日本の俳優。
東京都出身。アップスアカデミー卒業。ケイダッシュ所属。

## 出演

### テレビドラマ
- 金曜プレステージ（フジテレビ）
  - 山田太一ドラマスペシャル 星ひとつの夜（2007年5月25日）
  - 西村京太郎サスペンス 十津川刑事の肖像4 第二の標的（2011年5月27日） - 冒頭のナイフの男 役
  - 東野圭吾3週連続スペシャル 回廊亭殺人事件（2011年6月24日） - 刑事 役
  - 山村美紗サスペンス 黒の滑走路2〜花婿が見た悪魔〜（2012年5月25日） - 稲葉啓吾 役
  - 事件屋稼業（2013年5月17日） - 警官 役
- 木曜時代劇 夏雲あがれ 第3話（2007年6月21日、NHK総合） - 友五郎 役
- ホタルノヒカリ 第1話（2007年7月11日、日本テレビ） - 合コンの男 役
- ロング・ウェディングロード!〜東京VS大阪ワケアリ婚物語（2007年7月30日、TBS）
- 貧乏男子 ボンビーメン 第1話 - 第8話（2008年1月15日 - 3月4日、日本テレビ） - 長坂 役
- 無理な恋愛 第7話（2008年5月20日、関西テレビ・フジテレビ系） - ヨウコの男 役
- スクラップ・ティーチャー〜教師再生〜（2008年10月11日 - 12月13日、日本テレビ） - 蓮見健 役
- 松本清張生誕100年スペシャル・夜光の階段（2009年4月23日 - 6月18日、テレビ朝日） - 柳田利男 役
- 帝王 第1話（2009年7月11日、MBS / 7月16日、TBS） - 金山 役
- ギネ 産婦人科の女たち（2009年10月14日 - 12月9日、日本テレビ） - 前橋康夫 役
- 君たちに明日はない 第2話（2010年1月23日、NHK総合） - 稲田 役
- ドラマスペシャル 女刑事・音道貴子〜凍える牙（2010年1月30日、テレビ朝日） - 元村 役
- サラリーマン金太郎2 第7話（2010年2月19日、テレビ朝日） - 鬼塚 役
- 土曜時代劇 まっつぐ〜鎌倉河岸捕物控〜 第2話（2010年5月1日、NHK総合） - 馬吉 役
- 土曜プレミアム（フジテレビ）
  - 刑事・鳴沢了 〜東京テロ、史上最悪の24時間〜（2010年5月29日） - 武藤刑事 役
  - 衝撃スクープSP 30年目の真実 〜東京・埼玉連続幼女誘拐殺人犯・宮崎勤の肉声〜（2017年10月7日）
- 土曜ワイド劇場（ABCテレビ・テレビ朝日系）
  - さすらいの女弁護士 山岸晶（2010年7月24日） - 刑事 役
  - 100の資格を持つ女（4）〜ふたりのバツイチ殺人捜査〜（2010年8月28日） - 中川刑事 役
  - デパート仕掛け人!天王寺珠美の殺人推理4（2010年10月16日） - 田中刑事 役
  - 炎の警備隊長・五十嵐杜夫（9）（2011年7月9日） - 御子柴守 役
  - 広域警察(6)（2015年6月27日） - 春田吾郎 役
- 警視庁継続捜査班 第4話（2010年8月12日、テレビ朝日） - 相良 役
- 医龍-Team Medical Dragon-3（2010年10月14日 - 12月16日、フジテレビ） - 手柴勝則 役
- こいわらい 第3話 - 最終話（2010年11月24日 - 26日、NHKワンセグ2） - 蘭丸 役
- 下流の宴 第2話・第3話（2011年6月7日・14日、NHK総合） - 松村 役
- ランナウェイ〜愛する君のために 第2話（2011年11月3日、TBS）
- ステップファザー・ステップ 最終話（2012年3月19日、TBS）
- クロヒョウ2 龍が如く 阿修羅編 第2話（2012年4月13日、MBS / 4月16日、TBS） - 藤沢 役
- コドモ警察 第7話（2012年5月30日、TBS / 6月1日、MBS） - 土岐田商会舎弟 役
- NTTドコモ 20周年スペシャルドラマ 夢の扉 特別編「20年後の君へ」（2012年7月1日、TBS）
- 町医者ジャンボ!! 第7話（2013年8月15日、読売テレビ・日本テレビ系）
- 家族の裏事情 第6話（2013年11月29日、フジテレビ）
- 彼岸島 最終話（2013年12月27日、MBS・TBS） - 忠雄 役
- Dr.DMAT 第2話（2014年1月16日、TBS） - 小島真 役
- ドラマスペシャル 事件救命医2〜IMATの奇跡〜（2014年6月15日、テレビ朝日） - 岩下 役
- ドラマスペシャル 白銀ジャック（2014年8月2日、テレビ朝日） - 上山禄郎 役
- 家族狩り 第8話（2014年8月22日、TBS）
- 大河ドラマ（NHK）
  - 軍師官兵衛 第34話、第36話、第48話・第49話（2014年8月24日、9月7日、11月30日・12月7日） - 大友義統 役
  - 西郷どん 第2話 - 第23話（2018年1月14日 - 6月17日） - 有馬新七 役
  - 青天を衝け 第30回 - 第32回（2021年10月10日 - 24日） - 江藤新平 役[1]
- 女はそれを許さない 第1話 - 第5話（2014年10月21日 - 11月18日、TBS） - 三上淳 役
- 松本清張二夜連続ドラマスペシャル 霧の旗（2014年12月7日、テレビ朝日）
- YAMADA新春ワイド時代劇 大江戸捜査網2015〜隠密同心、悪を斬る!（2015年1月2日、テレビ東京）
- 日曜エンターテインメント クロハ〜機捜の女性捜査官〜（2015年2月22日、テレビ朝日） - 石井順治 役
- 京都人情捜査ファイル 第4話（2015年5月21日、テレビ朝日） - 野島豊 役
- 月曜ゴールデン スクープ 遊軍記者・布施京一（2015年6月15日、TBS） - 山野辺修 役
- 金曜プレミアム 私という名の変奏曲（2015年10月2日、フジテレビ）
- 図書館戦争 ブック・オブ・メモリーズ（2015年10月5日、TBS）
- 男と女のミステリー時代劇 第7話「婿入り試験」（2016年7月5日、BSジャパン） - 安田為三郎 役
- ノンママ白書（2016年8月13日 - 9月24日、東海テレビ・フジテレビ系） - 三上賢二 役
- 子連れ信兵衛2 最終話（2016年12月23日、NHK BSプレミアム） -  紋次 役
- ザ・プレミアム 時空超越 ドキュメンタリードラマ「江戸城無血開城」（2017年1月1日、NHK BSプレミアム） - 山岡鐵舟 役
- 水曜ミステリー9 トカゲの女3 警視庁特殊犯罪バイク班（2017年2月8日、テレビ東京） - 冒頭のレストラン篭城犯 役
- 月曜名作劇場（TBS）
  - 内田康夫サスペンス「信濃のコロンボ4」（2017年4月24日） - 林博之 役
  - 「犯罪資料館緋色冴子シリーズ『赤い博物館2』」（2017年7月10日） - 香坂伸也 役
  - 内田康夫サスペンス「岡部警部2」〜多摩湖畔殺人事件〜（2018年11月12日） - 林（麻薬取締官） 役
- 櫻子さんの足下には死体が埋まっている 第2話（2017年4月30日、フジテレビ） - 長原 役
- リバース 第9話（2017年6月9日、TBS） - 宮田刑事 役
- 赤ひげ 第7話（2017年12月15日、NHK BSプレミアム）
- ミステリースペシャル ふぞろい刑事（2017年12月21日、テレビ朝日） - 鬼塚桂の麻雀仲間 役
- マチ工場のオンナ 第5話（2017年12月22日、NHK総合）
- バイキング・ゴールデン!坂上忍と怒れるニュースな芸能人〜あの事件の真相ぶっちゃけSP〜 ドキュメントドラマ「麻原彰晃 壮絶!逮捕の秘話 指揮官と捜査官22年目の初告白」（2017年12月29日、フジテレビ）
- オーファン・ブラック〜七つの遺伝子〜 第6話（2018年1月13日、東海テレビ・フジテレビ系） - 木村健斗 役
- 不能犯 第3話・第4話（2018年1月31日・2月7日、カンテレ） - 内藤大輔 役
- 特命刑事 カクホの女 第4話（2018年2月9日、テレビ東京） - 比留川正一 役
- 日曜プライム 森村誠一ミステリースペシャル ガラスの密室（2018年6月24日、テレビ朝日） - 豊崎俊也 役
- 遺留捜査（テレビ朝日）
  - 第5シリーズ 第3話（2018年7月26日） - 桑原達也 役
  - 第6シリーズ 第7話（2021年2月25日） - 久保田英二 役
- 不惑のスクラム（2018年9月1日 - 10月13日、NHK総合） - 柴尾和弘 役
- 集団左遷!!（2019年4月21日 - 6月23日、TBS） - 三宅庄司 役
- TWO WEEKS（2019年7月16日 - 9月17日、カンテレ・フジテレビ系） - 国木田孝 役
- リカ 第1部（2019年10月5日 - 27日、東海テレビ・フジテレビ系） - 刈谷柊一 役[2]
- ニッポンノワール-刑事Yの反乱- 第1話・第9話（2019年10月13日・12月8日、日本テレビ） - 遊佐健策（清春の父） 役
- シャーロック アントールドストーリーズ 第10話（2019年12月9日、フジテレビ） - 灰田聡 役[3]
- 帰郷（2020年2月8日、時代劇専門チャンネル） - 清五郎 役
- ハムラアキラ〜世界で最も不運な探偵〜 第4話（2020年2月14日、NHK総合） - 城都 役
- 三屋清左衛門残日録 新たなしあわせ（2020年3月14日、時代劇専門チャンネル） - 杉村要助 役
- 月曜プレミア8（テレビ東京）
  - 再雇用警察官（2020年5月11日） - 長澤一郎 役
  - 十津川警部の事件簿 危険な賞金（2020年5月25日） - 政野武文 役
  - 嫌われ監察官 音無一六 炎上の裏の真実（2020年9月7日） - 橋本茂 役
  - 今野敏サスペンス 警視庁臨海署安積班（2021年2月8日） - 赤井智 役
  - 今野敏サスペンス 機捜235Ⅱ（2021年7月19日） - 三浦祐輔 役
  - 女王の法医学〜屍活師〜3（2023年7月3日） - 楠耕士郎 役[4]
- 銀座黒猫物語 第1話（2020年7月17日、カンテレ） - 西野健夫 役
- 刑事7人 第6シリーズ 第7話（2020年9月16日、テレビ朝日） - 高橋清 役
- 明治開化 新十郎探偵帖（2020年12月11日 - 2021年2月5日、NHK BSプレミアム） - 鮫島乙彦 役
- うつ病九段（2020年12月20日、NHK BSプレミアム）
- 西荻窪 三ツ星洋酒堂 第4話・最終話（2021年3月5日・19日、MBS 他5局） - 雨宮の兄 役
- 裕さんの女房（2021年3月20日、NHK BS4K / 4月17日、NHK BSプレミアム）
- 警視庁ゼロ係〜生活安全課なんでも相談室〜SEASON5 第1話・第2話（2021年4月30日・5月7日、テレビ東京） - 岡田一之 役
- カラフラブル～ジェンダーレス男子に愛されています。～ episode9・episode10（2021年5月27日・6月4日、読売テレビ・日本テレビ系） - 栗原 役
- 八月は夜のバッティングセンターで。 八回・最終回（2021年9月2日・9日、テレビ東京） - 監督 役
- らせんの迷宮〜DNA科学捜査〜 第4話（2021年11月5日、テレビ東京） - 根本慎二 役
- 精神分析医 氷室想介の事件簿〜超高層ビル密室殺人の謎〜（2022年2月26日、BS-TBS） - 大和田一之 役
- 連続ドラマW 正体 第一話（2022年3月12日、WOWOW） - 前垣 役
- 正直不動産 第8話（2022年5月24日、NHK総合） - 酒井次雄 役
- カナカナ 第21回 - 第24回（2022年6月20日 - 23日、NHK総合） - 大原 役
- パンドラの果実〜科学犯罪捜査ファイル〜 Season1 最終話（2022年6月25日、日本テレビ） - 多岐川 役
- 初恋の悪魔 第6話（2022年8月20日、日本テレビ）
- 最高のオバハン 中島ハルコ 第2シリーズ 第8話（2022年11月26日、東海テレビ・フジテレビ系） - 赤尾亮太 役
- 正月時代劇 いちげき（2023年1月3日、NHK総合・NHK BS4K） - 吾助 役
- Get Ready! 第8話（2023年2月26日、TBS） - 警察1 役
- 4Kドラマ 満天のゴール（2023年3月25日、NHK BS4K） - 上松快二 役
- 連続ドラマW フィクサー Season1（2023年4月23日 - 5月21日、WOWOW） - 野村健太 役
- CODE-願いの代償- Episode.4・Episode.5、Episode.9・Episode.10（2023年7月23日・30日・8月27日・9月3日、読売テレビ・日本テレビ系） - 須藤医師 役
- ギフテッド Season1 第6話（2023年9月16日、東海テレビ・フジテレビ系） - 不破猛 役
- スペシャルドラマ 必殺仕事人（2023年12月29日、ABCテレビ・テレビ朝日系） - 又吉 役
- 未解決事件 File.10「下山事件」（2024年3月30日、NHK総合）
- 連続ドラマW 東野圭吾「ゲームの名は誘拐」（2024年6月9日 - 30日、WOWOW） - 田辺洋輔 役[5]
- 科捜研の女 season24 第1話（2024年7月3日、テレビ朝日） - 清水篤 役
- 新・暴れん坊将軍（2025年1月4日、テレビ朝日）
- 鬼平犯科帳 老盗の夢（2025年2月8日、時代劇専門チャンネル） - 印代の庄助 役
- イグナイト -法の無法者- 第10話（2025年6月20日、TBS） - バス会社社員 役[6]

### 配信ドラマ
- 恋する血液型 シーズン2 O型編（2009年、NTT DoCoMo・au） - リョージ 役
- 特命係長 只野仁 第43話（2017年1月14日、AbemaTV） - ナイフで襲ってきた男 役
- 不能犯 第3話・第4話（2018年1月5日・12日、dTV） - 内藤大輔 役
- Paraviオリジナルストーリー 義母と娘の間のフェルマータ 井之脇海編（2020年1月4日、Paravi） - 猪本秀実 役[7]
- FOLLOWERS（2020年2月27日、Netflix）
- 今際の国のアリス エピソード1（2020年12月10日、Netflix） - バーのマスター 役
- パンドラの果実〜科学犯罪捜査ファイル〜 Season2 第1話 - 第4話（2022年6月25日 - 7月16日、Hulu） - 多岐川 役

### 映画
- ワルボロ（2007年9月8日、隅田靖監督、東映） - テッパン 役
- 隠し砦の三悪人 THE LAST PRINCESS（2008年5月10日、樋口真嗣監督、東宝）
- ドロップ （2009年3月20日、品川ヒロシ監督、角川映画） - 赤城亨 役
- 沈まぬ太陽（2009年10月24日、若松節朗監督、東宝） - 国航123便副操縦士 役
- ランディーズ（2009年11月14日、藤原健一監督、ユナイテッドエンタテインメント） - 岡崎二郎 役
- いのちの山河〜日本の青空II〜 (2009年11月14日、大澤豊監督、「日本の青空Ⅱ」製作委員会） - 石川敬二朗 役
- 誘拐ラプソディー（2010年4月3日、榊英雄監督、角川映画） - ショウ 役
- ホルモン女（2011年12月3日、遠藤光貴監督、よしもとクリエイティブ・エージェンシー） - 松本大樹 役
- はやぶさ 遥かなる帰還（2012年2月11日、瀧本智行監督、東映） - 目黒正典 役
- 図書館戦争（2013年4月27日、佐藤信介監督、東宝）
  - 図書館戦争-THE LAST MISSION-（2015年10月10日）
- 永遠の0（2013年12月21日、山崎貴監督、東宝）
- サンブンノイチ（2014年4月1日、品川ヒロシ監督、KADOKAWA / 吉本興業） - 渋柿ボディーガード 役
- クローズEXPLODE（2014年4月12日、豊田利晃監督、東宝）
- マエストロ!（2015年1月31日、小林聖太郎監督、松竹 / アスミック・エース）
- 東京闇虫パンドラ（2015年4月4日、佐藤佐吉監督、エクセレントフィルム） - 所 役
- 64-ロクヨン- 前編/後編（2016年5月7日 / 6月11日、瀬々敬久監督、東宝） - 袰岩 役
- アルビノの木（2016年7月16日、金子雅和監督、マコトヤ） - 今守 役
- 闇金ウシジマくん ザ・ファイナル（2016年10月22日、山口雅俊監督、東宝 / S・D・P） - 鹿内 役
- ミュージアム（2016年11月12日、大友啓史監督、ワーナー・ブラザース映画） - 高梨 役
- アウトサイダー（2018年3月9日、マーチン・サントフリート（英語版）監督、Netflix）
- Fukushima 50（2020年3月6日、若松節朗監督、松竹 / KADOKAWA） - 小宮弘之 役[8]
- 水虎（2020年度京都映画企画市優秀映画企画、金子雅和監督） - 主演・塩屋 役[9][10]
- るろうに剣心 最終章 The Beginning（2021年6月4日、大友啓史監督、ワーナー・ブラザース映画）
- リング・ワンダリング（2022年2月19日、金子雅和監督、ムービー・アクト・プロジェクト） - 内東大志 役
- 映画 おそ松さん（2022年3月25日、英勉監督、東宝）
- バイオレンスアクション（2022年8月19日、瑠東東一郎監督、ソニー・ピクチャーズエンタテインメント）
- レジェンド&バタフライ（2023年1月27日、大友啓史監督、東映） - 滝川一益 役[11]

### 舞台
- UPS公演「SUKIYAKI」〜デーモン・ラニョン「一日だけの淑女」より〜（シアターV 赤坂）
- 東京深夜舞台第1回公演「ファイナル・マジック」（2008年4月21日・22日、渋谷ルイードK2）
- 東京深夜舞台第3回公演「銀行強盗前夜 THE STAGE」（2009年1月21日・22日、渋谷ルイードK2）
- 東京深夜舞台第4回公演「ドント・ルック・バック・イン・アンガー」（2009年4月9日、西麻布SUPER DELUXE）
- 東京深夜舞台第5回公演「未来タクシー」（2009年8月27日、渋谷DUO MUSIC EXCHANGE）
- 東京深夜舞台第6回公演「東京想い出銀行」（2010年1月30日、渋谷DUO MUSIC EXCHANGE）
- ドラマティックレビュー「ノーマ・ジーンとマリリン・モンロー」（2010年2月20日 - 25日、赤坂レッドシアター）
- 東京深夜舞台第7回公演「パンチドランカー」（2010年10月11日、アトリエフォンテーヌ）
- 渋谷ハチ公前第5回本公演「煮詰る頃」（2011年1月22日 - 30日、恵比寿・エコー劇場）
- SHINOBU's BRAIN IN THE SOUP BOMB【DRUG STORE】（2013年1月7日 - 14日、吉祥寺シアター）
- 渋ハチプロデュースvol.4「付きまとう褐色」（2013年7月17日 - 21日、SPACE107）

### CM
- 東京ブライダルフェスタ2010（2010年11月、街頭ビジョン）
- メットライフアリコ Guard X「通院型へ」篇（2013年9月）
- 魔剣伝説（2020年12月18日 - ）

### PV
- ケツメイシ「親父のメール」（2014年7月9日）

### その他
- ケツメイシ LIVE TOUR「闇から光へ尿意ドーン！ケツメイシ LIVE TOUR 2013 〜ここが噂のパワースポットです♪〜」（2013年4月20日 - 7月7日、8月3日 - 25日） - 古田 役